# Badminton Nederland
Badminton Nederland is de overkoepelende organisatie voor badminton in Nederland.
Badminton Nederland werd op 15 november 1931 te Noordwijk opgericht. De activiteiten van de bond werden tijdens de Tweede Wereldoorlog gestaakt en in oktober 1951 weer opgepakt. Door goedkope materialen werd de sport vanaf de jaren 50 populair en daardoor maakte de bond een bloeiende periode door. Vanaf de jaren 90 is het ledenaantal teruggelopen tot ongeveer 37.000 leden (anno 2018).  Sinds 27 november 2021 is Jan Helmond voorzitter van BNL.